# Ca l'Espavil
Ca l'Espavil és una casa residencial de Cardedeu construïda entre l'any 1900 i el 1920.
Situada al carrer Sant Josep, 19, via oberta a l'inici del segle xix i edificada a les mitjanies del mateix segle. Actualment és un carrer poc transitat i de poca activitat comercial, amb noves construccions de mitjans del segle xx. L'edifici és un conjunt de dos habitatges entre parets mitgeres de planta rectangular. Consten de planta baixa i pis. Façana plana composta simètricament coronada amb una balustrada i frontó curvilini central amb un òcul de pedra artificial obert al mig. Està flanquejat per dues pilastres que suporten dues hídries de pedra artificial i que enllacen amb el doble llinda plana i de perfil sinuós dels balcons de la planta pis. Aquests estan units per una balconada amb barana de ferro. Els buits de la planta baixa han estat modificats.
Des del 1850, en què Llucià Andreu va construir la primera casa al carrer Sant Josep i va obrir el Cafè Nou, van ser moltes les edificacions que s'hi feren en un breu període. Hi ha documentació a l'arxiu municipal dels anys 1884, 1885 i 1886 de sis noves cases edificades al carrer, cosa que faria pensar que al final del segle xix ja estava pràcticament tot edificat, ja que es tracta d'un carrer curt. De fet, en el cens electoral de 1890 són setze els electors domiciliats al carrer Sant Josep. Pel que fa a la casa, segons l'estil, cal situar-la a les primàries del segle XX i possiblement es tracti de la reforma d'una antiga casa.